# Свобода (Крым)
Свобода́ (укр. Свобода, крымскотат. Svoboda, Свобода) — село, вошедшее в состав Симферополя, располагавшееся на крайнем северо-востоке города, вдоль дороги Симферополь — Феодосия, сейчас — одноимённый микрорайон города.

## История
Свобода впервые встречается в Списке населённых пунктов Крымской АССР по Всесоюзной переписи 17 декабря 1926 года, согласно которому в селе Бахчи-Элинского Симферопольского района, числилось 44 двора, из них 21 крестьянский, население составляло 204 человека, из них 178 русских, 16 немцев, 7 греков, 2 армянина, 1 эстонец, 6 записаны в графе «прочие». В 1960-е—1970-е годы входило в состав Каменского сельсовета. Включено в состав города 7 апреля 1977 года (согласно справочнику «Крымская область. Административно-территориальное деление на 1 января 1977 года» в период с 1 января по 1 июня 1977 года).

### В составеКиевского района Симферополя
Основной магистралью микрорайона является Проспект Победы (до 1984 года Феодосийское шоссе). На территории микрорайона находятся:
- Микрорайон Свобода. Кладбище. Братская могила советских воинов, 1944, памятник 1960 года  Объект культурного наследия народов РФ регионального значения. Рег. № 911710892360005 (ЕГРОКН) 44°59′01″ с. ш. 34°08′34″ в. д.HGЯO.
- № 211 — Симферопольский автотранспортный техникум. Четырёхэтажный учебный корпус, двухэтажный лабораторный, актовый и спортивный залы, 9-этажное здание общежития начали строиться в 1979 году и сданы в 1984 к 200-летию города. Памятная доска в честь учащихся автотранспортного техникума, погибших в годы Великой Отечественной войны, 1984.
- № 245 Строительный гипермаркет ООО «Новацентр К» № 4. Один из крупнейших объектов этого профиля в Крыму. Торговые площади здания превышают 10000 кв. метров[11].

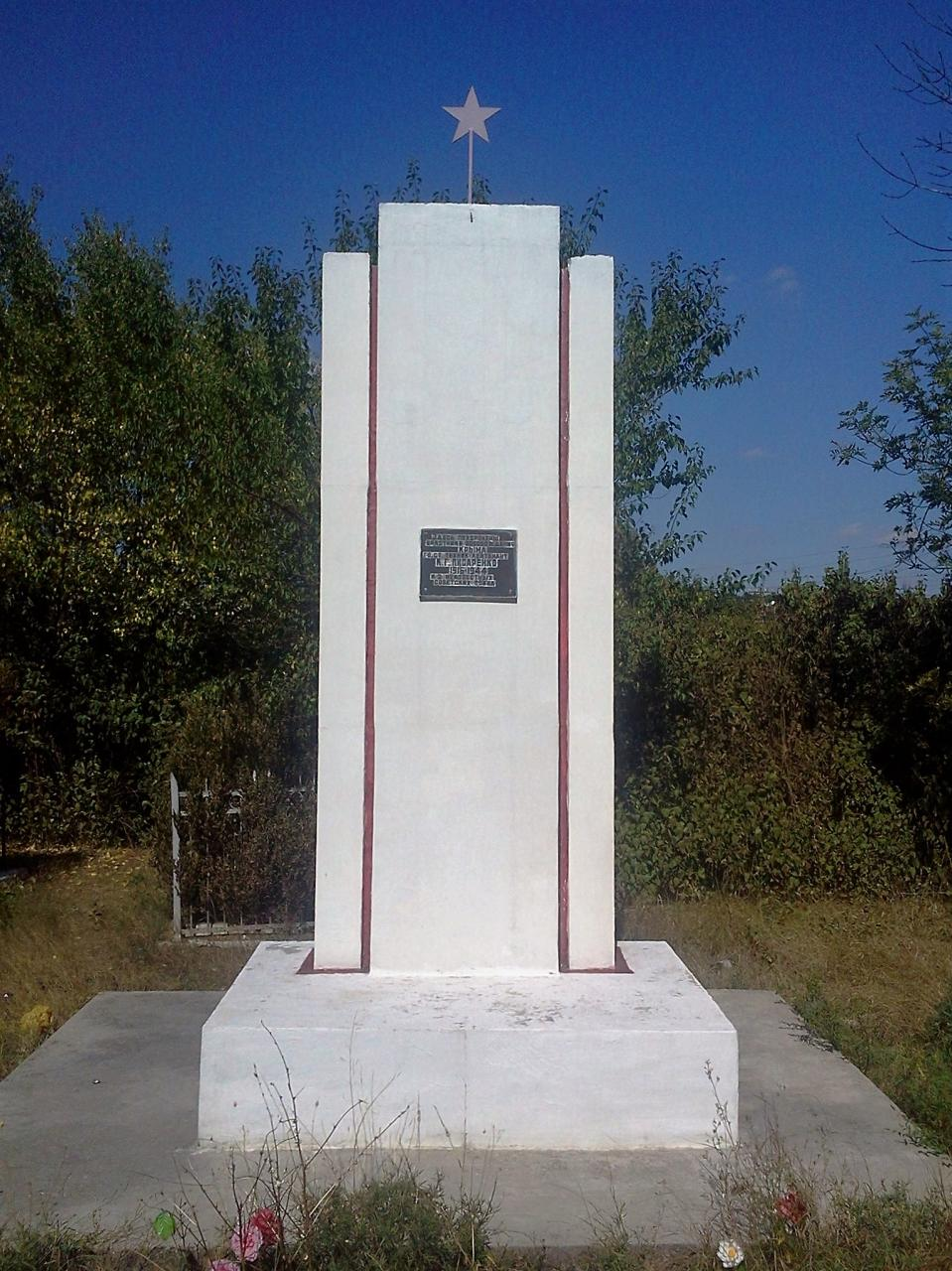
Могила техника-лейтенанта Г. К. Писаренко и двух неизвестных воинов, кладбище Белое, 1944
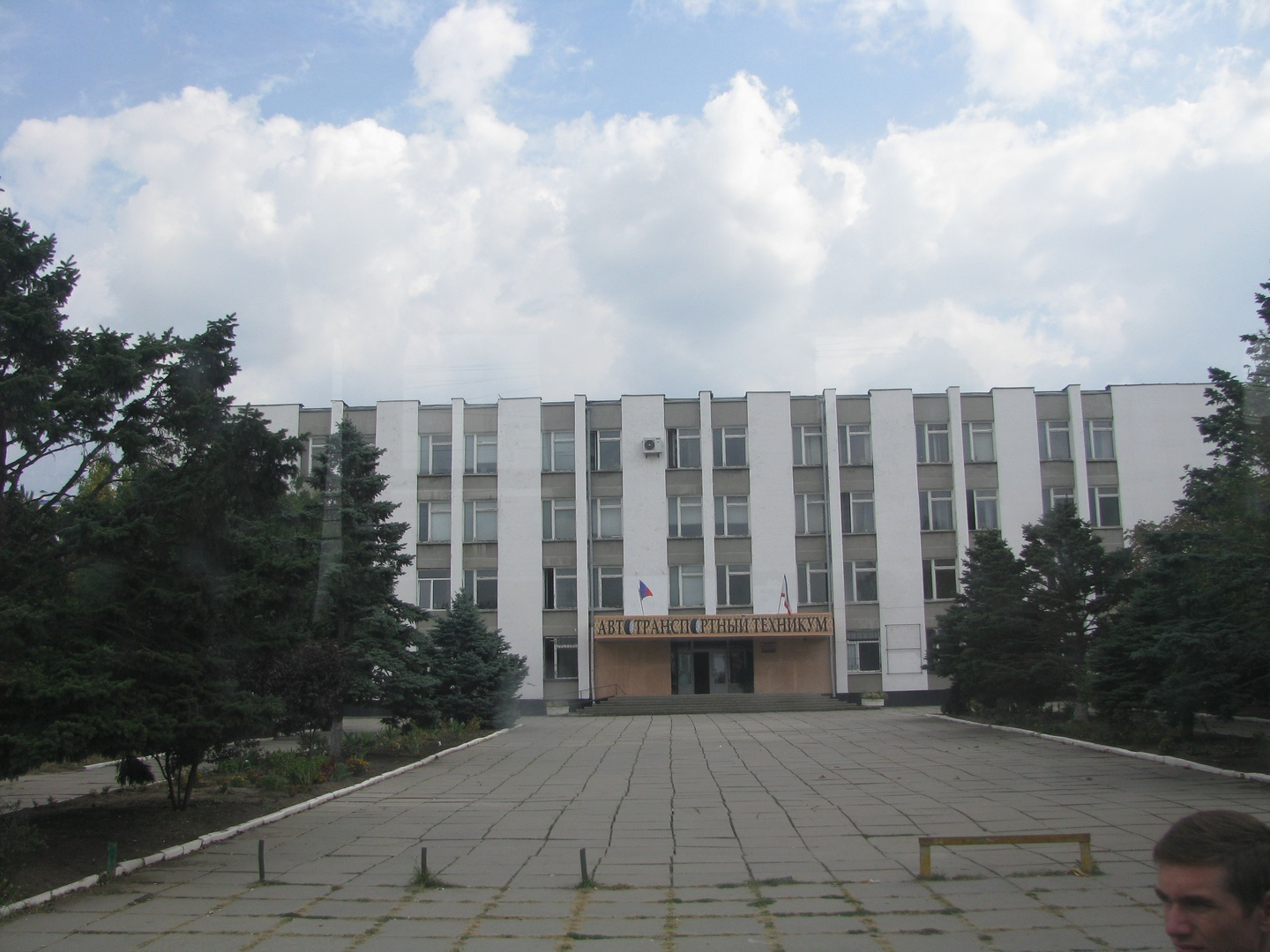
Симферопольский автотранспортный техникум